# Сутора бронзова
Суто́ра бронзова (Cholornis unicolor) — вид горобцеподібних птахів родини суторових (Paradoxornithidae). Мешкає в Гімалаях і горах Китаю.

## Опис

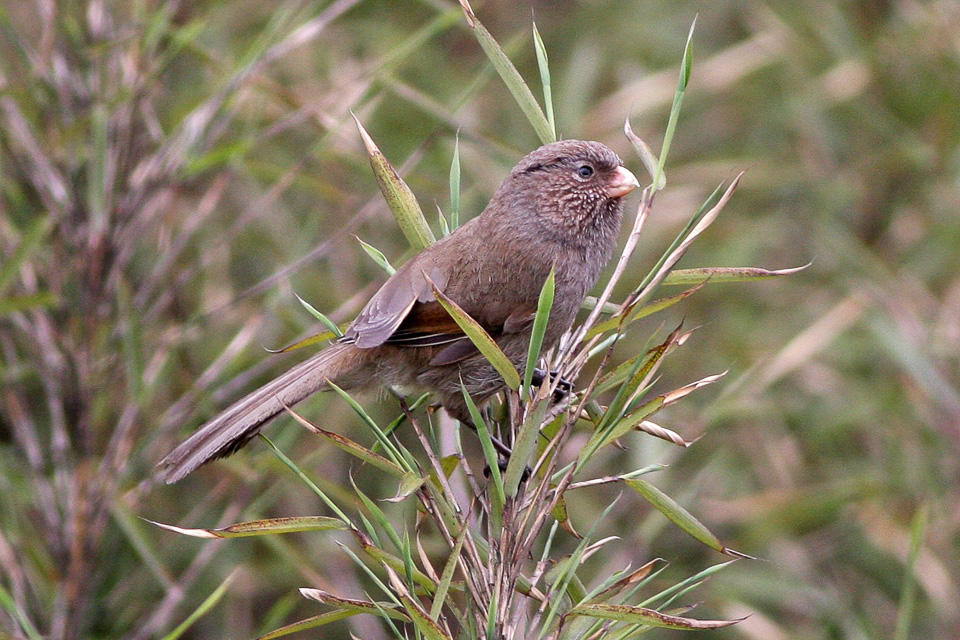
Бронзова сутора (Сичуань, Китай)

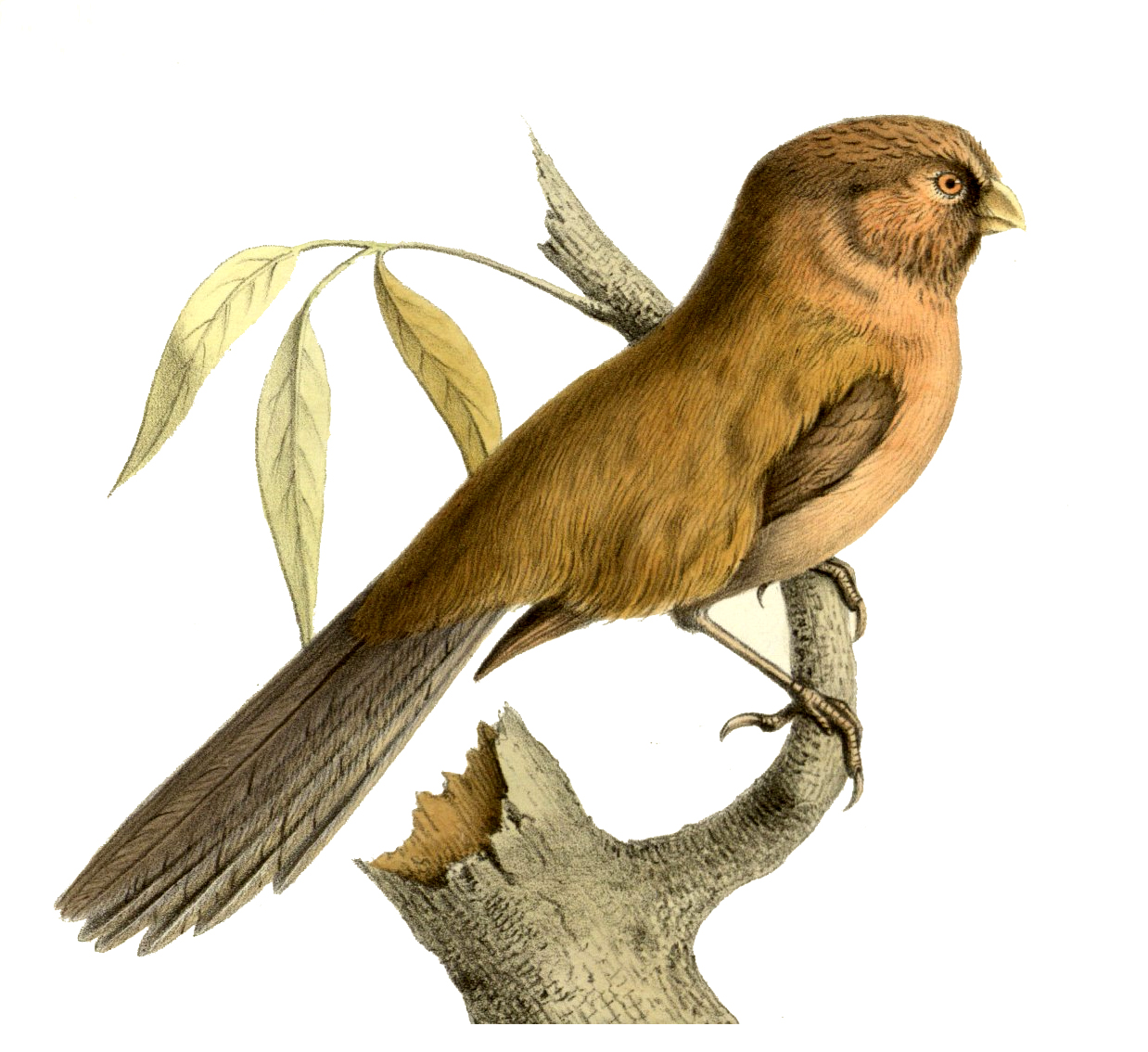
Бронзова сутора

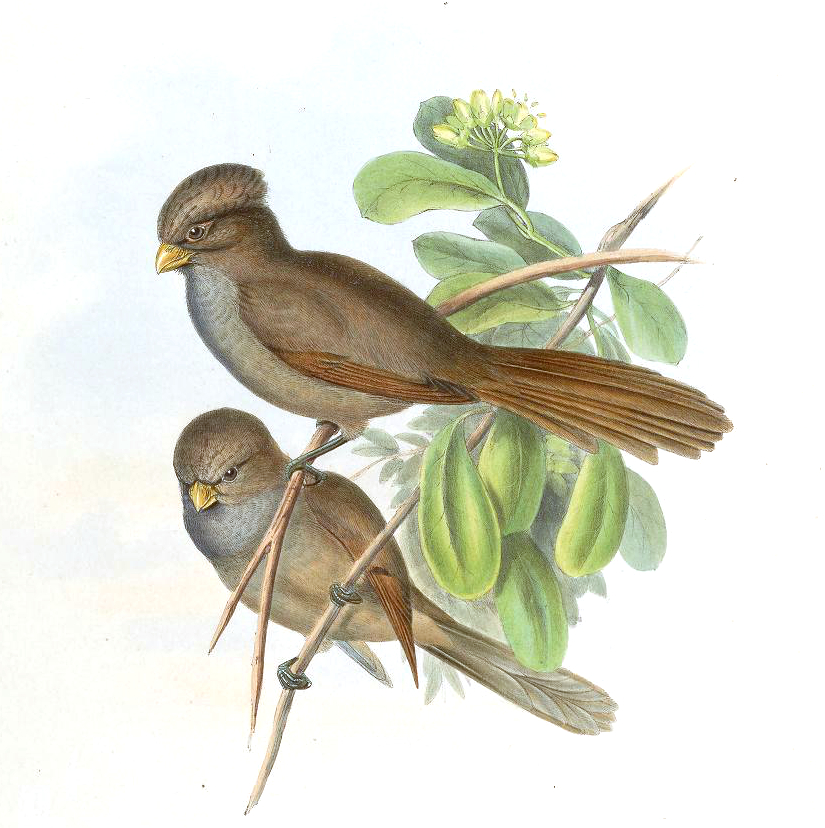
Бронзові сутори

Довжина птаха становить 17—21 см. Верхня частина тіла коричнева, нижня частина тіла і шия сірувато-коричневі. Над очима довгі темно-коричневі "брови". Дзьоб короткий, міцний, жовтуватий, вигнутий.

## Поширення і екологія
Бронзові сутори мешкають в Непалі, Бутані, Індії, М'янмі і Китаї. Вони живуть у вологих гірських тропічних лісах та у високогірних чагарникових і бамбукових заростях. Зустрічаються на висоті від 1850 до 3600 м над рівнем моря. Живляться бамбуком, бруньками, мохом і комахами. Сезон розмноження триває з січня по серпень.